# Kevin Jones
Kevin Andrew Jones (Mount Vernon, Nueva York,  25 de agosto de 1989) es un exjugador de baloncesto estadounidense que disputó 9 temporadas como profesional. Con 2,03 metros de estatura, jugaba en la posición de ala-pívot.

## Trayectoria deportiva

### Universidad
Jugó durante cuatro temporadas con los Mountaineers de la Universidad de Virginia Occidental, en las que promedió 13,1 puntos, 7,5 rebotes y 1,0 asistencias por partido. En su última temporada fue incluido en el mejor quinteto de la Big East Conference, tras liderar la conferencia en rebotes, con 10,9 por partido, y acabar como líder histórico de la misma en rebotes ofensivos, con 384. Fue además incluido en el segundo equipo consensuado All-American.

#### Estadísticas
| Año     | Equipo        | PJ  | PT  | MPP  | %TC  | %3P  | %TL  | RPP  | APP | ROB | TPP | PPP  |
| ------- | ------------- | --- | --- | ---- | ---- | ---- | ---- | ---- | --- | --- | --- | ---- |
| 2008–09 | West Virginia | 35  | 0   | 19.3 | .495 | .214 | .565 | 4.9  | .6  | .6  | .7  | 6.3  |
| 2009–10 | West Virginia | 38  | 38  | 33.0 | .521 | .404 | .661 | 7.2  | 1.1 | .6  | .9  | 13.5 |
| 2010–11 | West Virginia | 33  | 33  | 34.9 | .446 | .301 | .604 | 7.5  | 1.1 | .5  | .5  | 13.1 |
| 2011–12 | West Virginia | 33  | 33  | 38.3 | .509 | .266 | .780 | 10.9 | 1.2 | .7  | 1.0 | 19.9 |
| Total   | Total         | 139 | 104 | 35.3 | .494 | .315 | .677 | 7.5  | 1.0 | .6  | .8  | 13.1 |

### Profesional
Tras no ser elegido en el 2012, fichó como agente libre en la pretemporada por los Cleveland Cavaliers, quienes sin embargo lo despidieron días antes del comienzo de la competición. Fue asignado entonces a los Canton Charge de la NBA D-League, donde jugó cinco partidos en los que promedió 23,6 puntos y 12,6 rebotes, siendo de nuevo reclamado por los Cavs el 4 de diciembre.
En la temporada 2017-18, el ala-pívot comenzaría la temporada en las filas de Baskonia, donde jugaría entre noviembre en enero, pero el club vitoriano decidió no renovar el contrato temporal que le vinculaba a Baskonia. Disputó un total de 20 partidos con Baskonia entre Liga y Euroleague. En febrero de 2018, refuerza el juego interior del Nanterre 92 que ocupa la séptima plaza en la ProA francesa y que va a disputar los cuartos de final de la Basketball Champions League.

## Estadísticas de su carrera en la NBA

### Temporada regular
| Año     | Equipo    | PJ | PT | MPP  | %TC  | %3P  | %TL  | RPP | APP | ROB | TPP | PPP |
| ------- | --------- | -- | -- | ---- | ---- | ---- | ---- | --- | --- | --- | --- | --- |
| 2012-13 | Cleveland | 32 | 0  | 10.4 | .402 | .000 | .600 | 2.4 | .3  | .3  | .2  | 3.0 |
| Total   | Total     | 32 | 0  | 10.4 | .402 | .000 | .600 | 2.4 | .3  | .3  | .2  | 3.0 |